# PSFKチェルノモレツ・ブルガス
PSFCチェルノモレツ・ブルガス（PSFC Chernomorets Burgas (ブルガリア語: ПСФК Черноморец Бургас)）は、ブルガリアのブルガスをホームタウンとしていたサッカークラブである。

## 歴史
2005年、当時アマチュアリーグであるVグループに所属していたチェルノモレツの歴史と伝統を継承するために、市営サッカークラブであるOFKチェルノモレツ919が創設された。その後、ヴィフル2000アイトスとの合併が進められたが、不調に終わった。
2006年にブルガス市内のスポーツ施設を統合することが決定された。同年、ブルガス市の2つのサッカークラブ、ナフテクスとチェルノモレツ919は統合された。同年8月にチェルノモレツ919は再編され、PSFKチェルノモレツ・ブルガスに改称し、ミトコ・スベフが会長に就任した。
2007-08シーズンはAグループで6位になり、UEFAインタートトカップ 2008で3回戦まで進出したが、グラスホッパー・クラブ・チューリッヒに敗れた。2008年12月にクラブはリーグ優勝を目指すという野心的な計画を発表し、クラシミール・バラコフが監督に就任した。しかし、2010年7月にクラブの予算は大幅に削減され、多くの選手が放出された。同年12月6日には両者合意によりバラコフ監督が退任した。
2011年5月30日にディミトゥル・ディミトロフが監督に就任した。予算が削減されたことにより、2011-12シーズンは移籍金なしで獲得した選手が中心のチームであったが、Aグループで過去最高の4位になった。Aグループで7シーズン目となった2013-14シーズンにBグループに降格した。2014-15シーズン、2015-16シーズンにも降格し、2016-17シーズンは4部のAリージョナルグループに所属した。2019年7月5日、破産宣告され、解散した。

## 欧州の成績
| シーズン | 大会                   | ラウンド | 対戦相手                             | ホーム | アウェー | 合計 |  |
| -------- | ---------------------- | -------- | ------------------------------------ | ------ | -------- | ---- |  |
| 2008     | UEFAインタートトカップ | 2回戦    | ゴリツァ                             | 1-1    | 2-0      | 3-1  |  |
| 2008     | UEFAインタートトカップ | 3回戦    | グラスホッパー・クラブ・チューリッヒ | 0-1    | 0-3      | 0-4  |  |

## 歴代監督
- ディアン・ペトコフ (2005-2006)
- ディミタル・ディミトロフ (2006-2008)
- クラシミール・バラコフ (2008-2010)
- アントン・ヴェルコフ (2011)
- ゲオルギ・ヴァシレフ (2011)
- ディミタル・ディミトロフ (2011-2014)
- トドル・キセリチコフ (2014)

## 歴代所属選手
- サヴィオ・ヌセレコ 2011
- アニセト・アベル 2011-2012
- ラドスティン・キシシェフ 2011-2012
- ディミタル・テルキウスキ 2012